# Норман Фаркухарсон
Норман Фаркухарсон (англ. Norman Farquharson; 18 липня 1907 — 11 серпня 1982) — колишній південноафриканський тенісист.
Найвищим досягненням на турнірах Великого шолома були фінали в парному та змішаному парному розрядах.

## Фінали турнірів Великого шолома

### Парний розряд (2 поразки)
| Результат | Рік  | Турнір            | Покриття | Партнер      | Суперники                         | Рахунок            |
| --------- | ---- | ----------------- | -------- | ------------ | --------------------------------- | ------------------ |
| Поразка   | 1931 | Чемпіонат Франції | Ґрунт    | Вернон Кербі | Джордж Лот Джон Ван Рин           | 4–6, 3–6, 4–6      |
| Поразка   | 1937 | Чемпіонат Франції | Ґрунт    | Вернон Кербі | Готтфрід фон Крамм Геннер Генкель | 4–6, 5–7, 6–3, 1–6 |

### Мікст (1 поразка)
| Результат | Рік  | Турнір               | Покриття | Партнер    | Суперники                                     | Рахунок  |
| --------- | ---- | -------------------- | -------- | ---------- | --------------------------------------------- | -------- |
| Поразка   | 1933 | Вімблдонський турнір | Трава    | Мері Гіллі | Гільде Кравінкель-Сперлінг Готтфрід фон Крамм | 5–7, 6–8 |